# Довгялло, Александр Иванович
Александр Иванович Довгялло (27 марта 1938, Гомель — 8 мая 2002, Москва) — российский политический деятель. Член Совета Федерации Федерального Собрания Российской Федерации от Читинской области.

## Биография
До избрания депутатом СФ — начальник Забайкальской железной дороги.
27 марта 2013 г. в Чите на Ленина, 97, где жил и работал Довгялло, была открыта мемориальная доска в его честь.

### Совет Федерации
Депутат Совета Федерации Федерального Собрания Российской Федерации первого созыва от Читинской области с янв. 1994 по янв. 1996, избран 12 дек. 1993 по Читинскому двухмандатному избирательному округу № 75.
С февр. 1994 — член Комитета СФ по социальной политике, с мая 1995 — заместитель председателя Комитета СФ по социальной политике.